# 旅立てジャック
旅立てジャック (原題：Hit the Road Jack)は、リズム・アンド・ブルース・アーティスト、パーシー・メイフィールドが作詞作曲し、レイ・チャールズがレコーディングして有名にした楽曲。同曲は1961年、米国で1位を獲得するヒットとなり、グラミー賞の最優秀リズム・アンド・ブルース・レコーディング賞を受賞、チャールズの代表曲の一つとなった。

## 概要
同曲は、パーシー・メイフィールドによって書かれ、1960年にア・カペラのデモ曲としてレコーディングされたのち、音楽業界の重役アート・ループの下に送られた。同曲はシンガーソングライター、ピアニストのレイ・チャールズがレイレッツのヴォーカリスト、マージー・ヘンドリクスとレコーディングし、幅広く知られるようになった。
チャールズのバージョンは、1961年10月9日にBillboard Hot 100へチャートインし、2週間1位となった。"旅立てジャック"は、グラミー賞の最優秀リズム・アンド・ブルース・レコーディング賞を受賞、ビルボードのR&Bチャートでは5週間に渡り1位を維持、チャールズにとって同チャートに入った楽曲としては6曲目となった。同曲は、ローリング・ストーンの選ぶオールタイム・グレイテスト・ソング500において387位となっている。
ザ・シャンテルズは、"旅立てジャック"へのアンサー・ソング、"Well, I Told You"をリリースし、29位のヒットを記録している。
このシングルのB面に収録された"Danger Zone"（邦題：世界の危機）もパーシー・メイフィールドの作詞作曲による楽曲である。メイフィールドは、この時期レイ・チャールズの専属ソングライターとして活動し、チャールズはこれらを含め17曲、彼が書いた楽曲を取り上げている。

## チャートと受賞歴
| チャート名 (1961)                              | 最高位 |
| ---------------------------------------------- | ------ |
| オーストラリア (Kent Music Report)             | 3      |
| ベルギー (Ultratop 50 Flanders)                | 13     |
| ニュージーランド (Lever Hit Parade)            | 1      |
| UK シングルス (OCC)                            | 6      |
| 米国 Billboard Hot 100                         | 1      |
| 米国 ホットR&B/ヒップホップソング (ビルボード) | 1      |

| チャート名 (2011) | 最高位 |
| ----------------- | ------ |
| フランス (SNEP)   | 90     |

| 国/地域                          | 認定   | 認定/売上数 |
| -------------------------------- | ------ | ----------- |
| イタリア (FIMI) sales since 2009 | Gold   | 35,000      |
| イギリス (BPI)                   | Silver | 200,000     |
| 認定のみに基づく売上数と再生回数 |        |             |

## ザ・スタンピーダーズのバージョン
1976年、カナダのバンド、ザ・スタンピーダーズがDJのウルフマン・ジャックをフィーチャーしたバージョンをリリースした。（アルバム『Steamin'』収録）同バージョンはカナダで6位となり、米国ではBillboard Hot 100で40位を記録した。

## 日本語による歌唱
1962年5月、ダニー飯田とパラダイス・キングのメンバーである佐野修によって、日本語バージョン『元気出せジャック』が東芝レコード（現 - EMIミュージック・ジャパン）から発売、同じパラキンメンバー・石川進の『たいこもちソング』（JP-5117）のB面に収録された。
1. たいこもちソング
作詞：前田武彦 / 作編曲：ダニー飯田 / 歌：石川進
2. 元気出せジャック
作詞・作曲：パーシー・メイフィールド / 訳詞：渡舟人 / 編曲：ダニー飯田 / 歌：佐野修